# Autoba distincta
Autoba distincta är en fjärilsart som beskrevs av W. Warren 1913. Autoba distincta ingår i släktet Autoba och familjen nattflyn. Inga underarter finns listade i Catalogue of Life.